# Deportivo Rayo Zuliano
Deportivo Rayo Zuliano é um clube de futebol localizado em Maracaibo, no estado de Zúlia na Venezuela.  Atualmente participa da 1ª Divisão do Campeonato Venezuelano de Futebol. Foi fundado em 2005 e refundado em 2021.

## História
Fundado em 2005, o Deportivo Rayo Zuliano jogou na edição 2005-06 do Torneo Aspirantes, a terceira divisão do país, antes de passar um ano inativo. O clube estava mais tarde na temporada inaugural da Tercera División , perdendo por pouco a promoção à Segunda División B em 2007-08 e, posteriormente, alcançando campanhas no meio da tabela em 2008-09 e 2009-10.
Em 2010, Rayo Zuliano deixou de jogar na Tercera División, e só voltou a se profissionalizar em 2021, após se fundir com o Zulia e ser admitido na Segunda División do ano. Depois de terminar na oitava posição no grupo em 2021, o clube liderou o grupo em 2022, mas foi eliminado na fase de acesso.
Em 28 de janeiro de 2023 o time anunciou a fusão com o Zulia, equipe pertencente à primeira divisão venezuelana da época. Com tal fusão, o Rayo Zuliano ascendeu automaticamente à primeira divisão.